# BRP Heneral Emilio Aguinaldo (PG-140)
BRP Heneral Emilio Aguinaldo fu la nave principale della Classe di pattugliatori Heneral Emilio Aguinaldo della Marina militare filippina. Questa nave, insieme alla sua unica gemella BRP Heneral Antonio Luna (PG-141), fu una delle ultime costruite nel cantiere navale di Cavite. Il progetto originale prevedeva la costruzione di 6 navi della classe Generale Emilio Aguinaldo, ma questo numero non fu raggiunto.
La nave fu dismessa a metà del 2016 poiché il suo scafo era in cattive condizioni e si era deteriorato più velocemente del previsto.

## Storia
Le due unità da 280 t.p.c. Classe Heneral Emilio Aguinaldo  furono derivate dalla più piccole navi da pattuglia classe Kagitingan costruita in Germania. Entrambi costruite a Fort San Felipe, presso la base navale di Cavite, la BRP Emilio Aguinaldo (PG-140) fu impostata nel 1983, varata 23 giugno 1984, ed entrò in servizio il 21 novembre 1990. I piani di costruzione originali prevedevano la costruzione di 6 unità della classe, ma ne vennero completate solo due, mentre una terza venne varata, ma mai completata.

## Descrizione tecnica
Lo scafo era progettato e costruito in Giappone, mentre le sovrastrutture erano quelle adottate per la precedente classe Kagitingan e furono installate presso il cantiere navale di Cavite. Il disegno della classe non fu considerato particolarmente riuscito, in quanto giudicato sovraccaricato e sottodimensionato, e a causa di questo non furono realizzate tutte le unità inizialmente previste. 
L’unità entrò in servizio con armamento basato su due cannoni Bofors Mk.3 cal. 40/60 mm, in impianti singoli, uno a prua e uno a poppa, due cannoni antiaerei Oerlikon da 20 mm in impianti singoli e quattro mitragliatrici per uso generale da 12,7 mm. L’armamento potenziato, basato su un cannone OTO-Melara Compatto da 76/62 mm, e missili superficie-superficie, non si concretizzò mai. La propulsione era affidata a quattro motori diesel GM Detroit Diesel 12V92 TA con una potenza combinata di circa 2 800 CV (2 100 kW) azionanti quattro eliche. I motori principali potevano far raggiungere alla nave da 279 tonnellate a pieno carico) una velocità massima di circa 25 nodi (46 km/h). L’autonomia era pari a 1 100 miglia nautiche (2 040 km) alla velocità di 18 nodi (33 km/h).

## Impiego operativo
L’unità ebbe un tempo di allestimento molto lungo, in quanto gran parte della dotazione elettronica e dell’armamento dovette essere importata, e si ebbero grandi difficoltà a reperire i fondi per acquistare gli equipaggiamenti. La nave è stata dismessa verso la metà del 2016, in quanto si è scoperto che lo scafo si trovava in cattive condizioni, così come quello dell'unità gemella PG-141 Heneral Antonio Luna, e si era deteriorato molto più rapidamente del previsto.

### Fonti
1. 1 2 3 4 5 6 7  Hazegray World Navies Today  World Navies Today..
2. ↑  DLSU NROTC Website  Naming and Code Designation of PN Ships (PDF) (archiviato dall'url originale il 28 settembre 2011).
3. ↑  Harpoon Database  PG 140 Emilio Aguinaldo (archiviato dall'url originale il 2 ottobre 2011).
4. 1 2  Globalsecurity.
5. 1 2 3 4 5 6 7 8  Wertheim 2007, p. 552.
6. ↑   UNANNOUNCED AND UPCOMING SHIP RETIREMENTS WITH THE PHILIPPINE NAVY - BRP ILOILO, BRP HENERAL EMILIO AGUINALDO AND BRP RAJAH HUMABON, su maxdefense.blogspot.com.au, MaxDefense Philippines, 19 giugno 2017. URL consultato il 19 giugno 2017.
7. 1 2 3  Da Frè 2018, p. 45.
8. ↑  Opus224's Unofficial Philippine Defense Page  Philippine Naval Force Recognition Guide (archiviato dall'url originale l'11 giugno 2010)..
9. ↑   UNANNOUNCED AND UPCOMING SHIP RETIREMENTS WITH THE PHILIPPINE NAVY - BRP ILOILO, BRP HENERAL EMILIO AGUINALDO AND BRP RAJAH HUMABON, su maxdefense.blogspot.com.au, MaxDefense Philippines, 19 giugno 2017. URL consultato il 3 febbraio 2018.

### Pubblicazioni
- Giuliano Da Frè, La marina filippina e il suo ammodernamento, in Rivista Italiana Difesa (RID), n. 2, Chiavari, Giornalistica Riviera Soc. Coop., febbraio 2018,  pp. 41-47.

### Video
- PN Ships PS-36 and PG-140, su youtube.com.